# Olimpia Carlisi
Olimpia Carlisi est une actrice italienne, née le 29 décembre 1946 à Campi Bisenzio, en Toscane.

## Biographie
Née d'un père d'origine sicilienne à Campi Bisenzio dans la province de Florence, elle a passé son enfance et sa jeunesse à Florence.  D'abord interprète du théâtre d'avant-garde des années 1970 et 1980, elle fait ses débuts à la télévision en travaillant avec Roberto Rossellini dans Les Actes des apôtres (1968) puis au cinéma avec Maurizio Ponzi dans I visionari. Elle a axé sa carrière principalement sur les films d'art et d'essai et sur la scène.
Elle a aussi joué au côté de Jean Marais en 1973 dans le feuilleton Balsamo réalisé par André Hunebelle qui l'a fait connaître en France et en Europe. 
Elle a joué dans Le Casanova de Fellini (1976) de Federico Fellini, La Tragédie d'un homme ridicule (1981) de Bernardo Bertolucci, Tu me troubles de Roberto Benigni et La Fenêtre d'en face de Ferzan Özpetek. Elle a travaillé avec Jean-Marie Straub et Danièle Huillet dans Othon (1970), où sa prestation a été plébiscité par la critique, ainsi que dans De la nuée à la résistance (1979). Parallèlement, elle poursuit sa carrière à la télévision, en participant au drame expérimental de la RAI Olimpia agli amici, réalisé par le critique de cinéma Adriano Aprà.
Elle a animé le Festival de Sanremo 1980 (it) avec Claudio Cecchetto, Roberto Benigni et Daniele Piombi. Avec Benigni, son partenaire de l'époque, elle a été la protagoniste d'un moment qui a fait scandale, en échangeant un baiser de 45 secondes sur scène. En 2011, elle a été la voix de Federico Fellini dans le documentaire Fellini's Circus, réalisé par Adriano Aprà. Après une longue absence, elle revient au cinéma dirigée par Asia Argento dans le film L'Incomprise (2014).

## Filmographie

### Cinéma
- 1967 : I parenti tutti, court métrage de Fabio Garriba
- 1968 : I visionari de Maurizio Ponzi
- 1969 : Sous le signe du scorpion (Sotto il segno dello scorpione) des frères Taviani
- 1969 : Giovinezza giovinezza (it) de Franco Rossi
- 1970 : Olimpia agli amici d'Adriano Aprà
- 1970 : Othon de Jean-Marie Straub et Danièle Huillet
- 1970 : Catch 22 de Mike Nichols
- 1971 : La Cavale de Michel Mitrani
- 1971 : Equinozio (it) de Maurizio Ponzi
- 1972 : Faire la déménageuse de José Varela
- 1974 : Le Milieu du monde d'Alain Tanner
- 1975 : Irène, Irène (Irene, Irene) de Peter Del Monte
- 1976 : Le Casanova de Fellini (Il Casanova di Federico Fellini) de Federico Fellini
- 1979 : De la nuée à la résistance (Dalla nube alla resistenza) de Jean-Marie Straub et Danièle Huillet
- 1980 : La Terrasse (La terrazza) d'Ettore Scola
- 1981 : Seuls de Francis Reusser
- 1981 : Outside In de Stephen Dwoskin
- 1981 : Il minestrone de Sergio Citti
- 1981 : La Tragédie d'un homme ridicule (La tragedia di un uomo ridicolo) de Bernardo Bertolucci
- 1982 : Clodia - Fragmenta de Franco Brocani
- 1983 : Tu me troubles (Tu mi turbi) de Roberto Benigni
- 1985 : Prima del futuro (it) d'Ettore Pasculli (it), Fabrizio Caleffi et Gabriella Rosaleva
- 1985 : Rendez-vous d'André Téchiné
- 1985 : L'Éveillé du pont de l'Alma de Raoul Ruiz
- 1989 : Tolérance de Pierre-Henri Salfati
- 1989 : Étoile de Peter Del Monte
- 1992 : Alibi perfetto d'Aldo Lado
- 1996 : Três Irmãos de Teresa Villaverde
- 1997 : Giro di lune tra terra e mare (it) de Giuseppe M. Gaudino
- 1998 : Cartoni animati (it) de Sergio et Franco Citti
- 1999 : Le Doux Bruit de la vie (Il dolce rumore della vita) de Giuseppe Bertolucci
- 2000 : Animali che attraversano la strada (it) d'Isabella Sandri (it)
- 2001 : Vipera de Sergio Citti
- 2002 : Bimba de Sabina Guzzanti
- 2002 : Medicina - I misteri de Franco Brocani
- 2003 : La Fenêtre d'en face (La finestra di fronte) de Ferzan Özpetek
- 2014 : L'Incomprise (L'incompresa) d'Asia Argento

### Télévision
- 1968 : Les Actes des apôtres (Atti degli apostoli) de Roberto Rossellini
- 1973 : L'Éclatement de Bernard Maigrot : la femme
- 1973 : Joseph Balsamo (série) de André Hunebelle
- 1983 : Strada Pia de Georg Brintrup
- 1985 : Le Monde désert de Pierre Beuchot